# هیروتو هاتا
هیروتو هاتا (ژاپنی: 畑尾 大翔؛ زادهٔ ۱۶ سپتامبر ۱۹۹۰) یک بازیکن فوتبال اهل ژاپن است.
از باشگاه‌هایی که در آن بازی کرده‌است می‌توان به باشگاه فوتبال ونتفورت کوفو، باشگاه فوتبال ناگویا گرامپوس و اشگاه فوتبال اومیا آردیجا اشاره کرد.